# Ленинский (Ульяновская область)
Ленинский — посёлок в городском округе Ульяновск в Ульяновской области.
Расположен вблизи берега Куйбышевского водохранилища, примыкает к жилым массивам северной части Заволжского района Ульяновска.

## История
В 1955 году, в связи с созданием Куйбышевского водохранилища, дома жителей селений Архангельского, Ботьмы, Сосновки, Ерзовки, Петровки, Большого Пальцина и Малого Пальцина, работавших в рыбколхозе, были переселены на новое место, образовав между рабочим посёлком  Верхняя Часовня и новым селом Алексеевкой посёлок Рыбацкий (Рыбацкая артель им. В. И. Ленина), вскоре получивший официальное название посёлок Ленинский. Посёлок вошёл в состав Чердаклинского района.
С основанием, посёлок вошёл в состав Алексеевского сельсовета, с 1972 года — в Мирновском сельсовете.
В рамках реформы 2004 года в Ульяновской области был принят закон «О муниципальных образованиях Ульяновской области», посёлок вошёл в городской округ Ульяновск.

## Население
| 2010 |
| ---- |
| 1197 |

## Инфраструктура
- Рыбколхоз имени В. И. Ленина,
- Авторская школа «Источник».
- Алексеевское кладбище